# Курима (остров)
Кури́ма (яп. 来間島 курима-дзима) — небольшой остров в группе Мияко островов Сакисима архипелага Рюкю, Япония. Административно относится к округу Мияко уезда Мияко префектуры Окинава.

## География
Площадь острова составляет 2,84 км². Население — 168 человек (2011) — проживает в небольшом посёлке Курима на севере острова.
Остров равнинный, наивысшая точка — 47 м. Мостом соединён с островом Миякодзима.

## Галерея

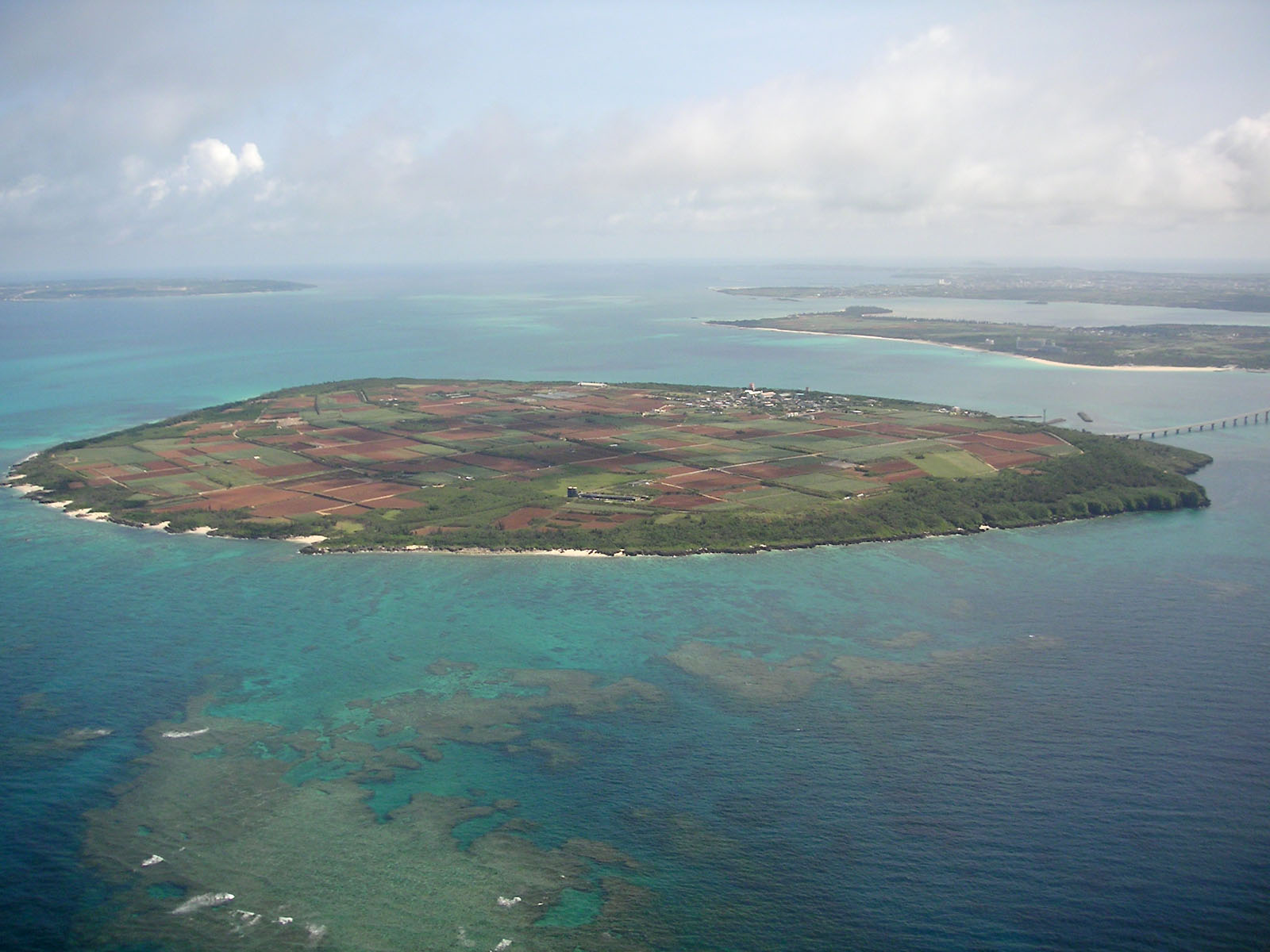
Снимок острова с самолёта
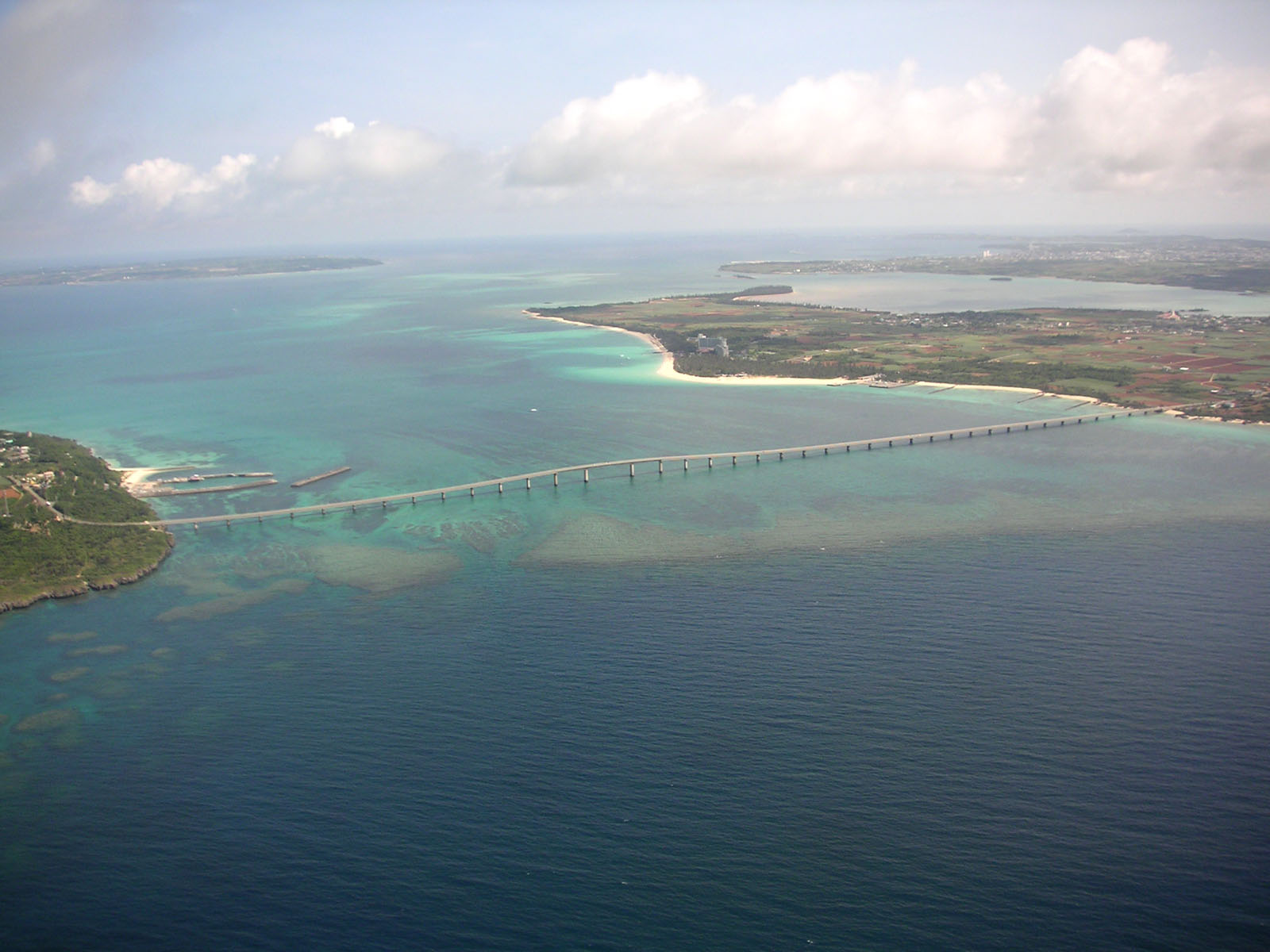
Мост на Миякодзиму
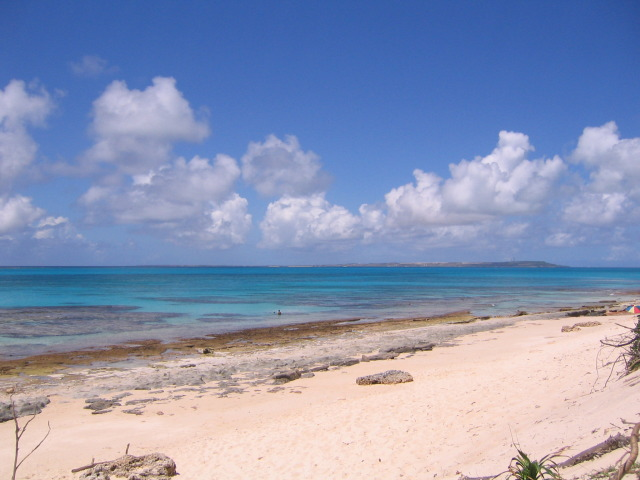
Морское побережье